# Agustín Víctor Casasola
Agustín Víctor Casasola (Ciudad de México, 28 de julio de 1874-Ciudad de México, 30 de marzo de 1938) fue un fotógrafo, periodista, diplomático y pintor mexicano, activo en la Revolución mexicana y años posteriores, cuya colección conforma el acervo del Archivo Casasola.

## Biografía
Hijo de Juan Crisóstomo Casasola y Dolores Velasco. 
Desde muy joven comenzó a trabajar en talleres tipográficos, y a los veinte años de edad comenzó a desempeñarse como reportero en distintos periódicos. En 1898, empezó a trabajar como reportero gráfico en El Demócrata.
Ya como fotógrafo establecido en la Ciudad de México, fundó en 1903 la Asociación Mexicana de Periodistas y en 1911 la Sociedad de Fotógrafos de Prensa. 
Inició su carrera como tipógrafo en el diario El Imparcial. Ascendió a reportero de los diarios mexicanos El Globo, El Popular, El Universal, El Tiempo y El Imparcial. 
En 1894 se convirtió en fotógrafo. Se le acredita el haber fundado la primera agencia mexicana de prensa, la Agencia Fotográfica Mexicana. 
En 1900 inició lo que se llamaría el archivo Casasola: un archivo fotográfico que luego se dispuso al servicio de la historia de México. Este archivo que se transformaría en su obsesión vital, contiene hechos políticos de relevancia, imágenes de la vida cotidiana, fiestas, actos sociales y religiosos. 
Como reportero fotográfico del diario El Imparcial, durante la Revolución abrió una agencia de información gráfica en 1912, que colaboraba a través de la fotografía con algunas revistas mexicanas y extranjeras. También ofrecía sus servicios a periódicos y público en general. Su hermano Miguel, sus hijos y nietos formaron parte de dicha agencia. 
A finales de 1912 la agencia se había expandido, y cambió su nombre a Agencia Mexicana de Información Fotográfica. La agencia atrajo a más fotógrafos y comenzó a comprar fotografías a agencias extranjeras y fotógrafos aficionados para su posterior venta a los diarios. Cuando El Imparcial dejó de editarse en 1917, Casasola recuperó los archivos del diario, compilando muchas de sus fotografías en el Álbum histórico gráfico que cubre los sucesos de la Revolución mexicana. Sólo logró imprimir los primeros seis volúmenes, que cubren los años de 1910 a 1912, por falta de interés del público. En 1920, junto a otros fotógrafos mexicanos de renombre, fundó la Asociación Mexicana de Fotógrafos de Prensa. 
En 1917, Agustín Casasola sirvió como vicecónsul de México en el Consulado de Carrera de México en Nogales, Arizona, cuando el cónsul titular fue José Delgado, como consta en una fotografía que actualmente se encuentra en el Consulado de Carrera de los Estados Unidos de América en Nogales, Sonora. En dicha fotografía aparece el general Álvaro Obregón, acompañado del cónsul Delgado y del vicecónsul Agustín Casasola, donde a este último, se le ve portando una cámara fotográfica en su mano izquierda.
Para la década de 1920 las imágenes del archivo Casasola se publicaban en la revista Rotográfico, donde se publicaba una página entera con reportajes sobre temas del pasado, lo ocurrido con hechos políticos, sociales y fiestas. Sus fotografías tenían el fin de documentar la historia de México en sus aspectos político, militar, social y cultural.
Murió el 30 de marzo de 1938.

## Fotografías
|              |
| Niño soldado |

|                |
| Villa y Zapata |

|                                      |
| Fortino Samano antes de su ejecución |

|                                   |
| Nicolás Zúñiga y Miranda, retrato |